# Moskvitch 400/401
La Moskvitch 400 est une automobile soviétique fabriquée de 1946 à 1954 et utilisant les chaînes de montage et l’outillage de l’Opel Kadett de 1940. La 401, version légèrement améliorée, a poursuivi sa carrière jusqu’en 1956.

## L’Opel de l’est
En 1945, l’armée rouge entre en Allemagne, qui capitule. L’usine moscovite MZMA va alors en profiter pour récupérer les plans et l’outillage de l’Opel Kadett, construite de 1936 à 1940. Les chaînes sont ainsi réinstallées à Moscou.
La première Moskvitch d’après-guerre, la 400, sort le 4 décembre 1946, c’est la copie conforme de la Kadett 1940…
Motorisée par un 4 cylindres de 1 074 cm3 développant 23 ch, la Moskvitch atteint les 100 km/h dans les meilleures conditions.
Sa ligne, vieille de 10 ans, ne détonne cependant pas face aux productions européennes de l’époque, comme la Renault Juvaquatre, la Skoda Popular ou la Morris Ten.
En 1947, la gamme s’enrichit de deux versions inédites : le break type 421 et la fourgonnette 422, tous deux à panneaux de carrosserie latéraux en bois, façon Ford Woody.
En 1948, la berline découvrable 420 A fait son apparition.
La Moskvitch est malheureusement pénalisée par sa tenue de route, assez mauvaise malgré l’emploi d’une suspension à bras longitudinaux à l’avant et à ressorts à lames semi-elliptiques à l’arrière.
Le système de freinage hydraulique n’est, quant à lui, pas tout à fait au point : il nécessite une forte pression sur la pédale, pour une efficacité laissant à désirer.

## Première voiture russe vendue à l’ouest
Dès 1949, la Moskvitch part sur les marchés occidentaux, principalement en Autriche, en Finlande et au Benelux. Elle devient ainsi la première voiture russe importée à l’Ouest.
En 1951, la 400 est affichée au prix de 56 900 F en Belgique, ce qui en fait l’une des voitures les moins chères du marché.
En 1954, la Moskvitch profite d’un nouveau moteur, dont la puissance passe à 27 ch, pour prendre l’appellation 401.
Mais sa ligne, tracée 20 ans auparavant, commence vraiment à dater, et Moskvitch a déjà un nouveau projet dans les cartons. Ainsi, la carrière de la voiture s’arrête en 1956, après 114 000 exemplaires produits.

## Sources
- Bernard Vermeylen, Voitures des pays de l'Est, Boulogne-Billancourt, ETAI, 2008, 239 p. (ISBN 9782726888087, OCLC 470767381)